# Portraits de l'Histoire
 (avril 2016).
Si vous disposez d'ouvrages ou d'articles de référence ou si vous connaissez des sites web de qualité traitant du thème abordé ici, merci de compléter l'article en donnant les références utiles à sa vérifiabilité et en les liant à la section « Notes et références ».
Portraits de l'Histoire est une collection de livres d'histoire éditée de 1955 à 1962 sous la direction de Jean Massin par le Club français du livre (CFL). De nombreux titres ont été par la suite réédités.

## Historique
La collection Portraits de l'Histoire comporte au moins trente-trois titres originaux, tous écrits par des historiens universitaires ou des intellectuels réputés. Elle s'est poursuivie par quelques volumes plus disparates tandis que certains titres étaient réédités.
Le trente-troisième volume devait être suivi par un ouvrage sur Louis XIV mais les difficultés financières du CFL stoppèrent la rédaction. Par la suite, le club ne fit plus que des rééditions.
Le sujet-titre est généralement celui d'un personnage historique mais la biographie, traitée sommairement, permet l'étude des données économiques, sociales et politiques de l'époque ; le tout dans une perspective souvent marxiste ou marxisante. Dans tous les cas, il s'agit d'œuvres de destinée à un public cultivé, où la recherche est présente et qui sont dotées d'une orientation bibliographique.
La collection a vieilli, mais certains titres comme le Mahomet de Maxime Rodinson demeurent encore consultés au début du XXIe siècle ; d'autres comme le Robespierre ou le Marat de Jean Massin connurent des tirages très importants.
Les volumes sont recouverts d'une toile rouille avec le portrait-titre doré au milieu d'autres portraits et comportent une carte volante et des illustrations en noir et blanc. À partir de 1962, les rééditions ont une reliure en simili cuir havane. Puis la collection devint « Histoire » et il n'y eut plus de feuille de style commune.
Les rééditions s'achèvent avec le Karl Marx-Friedrich Engels- Essai biographique de Jean Bruhat paru en 1970.

## Titres parus
1. 5 000 ans d'histoire, Eugène Cavaignac, 1955
2. Confucius, Étiemble, 1955
3. Robespierre, Jean Massin, 1956
4. Les Portugais à la conquête de l'Asie, Jacques-Francis Rolland, 1956
5. Abraham Lincoln, Louis de Villefosse, 1956
6. Le Mystère étrusque, Raymond Bloch, 1956
7. Catherine II, Olga Wormser, 1956
8. 1848, Émile Tersen, 1957
9. Charles le Chauve, Paul Zumthor, 1957
10. Dante et la splendeur italienne, Jacques Madaule, 1957
11. Bouddha, André Migot, 24 août 1959 pour 25 000 ex. (2e édition ?)
12. Marc Aurèle, Charles Parain, 11 octobre 1957
13. Machiavel, Georges Mounin, 1958
14. Thomas Munzer, Maurice Pianzola, 15 janvier 1958
15. Jean Hus, Jean Boulier, 1958
16. Frédéric II, Olga Wormser, 1958
17. Les Origines de Rome, Raymond Bloch, 1959
18. Sun Yat Sen, Jean Chesneaux, 1959 (no 18)
19. Napoléon, Émile Tersen, 15 avril 1959 (volume double 19 bis et 20)
20. Spartacus, Jean-Paul Brisson, 1959,
21. Les Soldats de l'An II, Albert Soboul, 1959
22. Jules César, Charles Parain, 25 septembre 1959
23. Lénine, Jean Bruhat, 1960
24. Savonarole, Georges Mounin, 4 février 1960 pour 10 000 exemplaires
25. Toussaint Louverture, Aimé Césaire, 4 avril 1960 pour 10 000 exemplaires
26. Les Rothschild, Jean Bouvier, 1960
27. Périclès, François Chatelet, 1960
28. Marat, Jean Massin, 1960
29. Marie-Thérèse Impératrice, Olga Wormser, 1961
30. Simón Bolívar, Émile Tersen, 1961
31. Mahomet, Maxime Rodinson, 1961
32. Pierre le Grand par Roger Portal, 1961 (no 33)
33. Garibaldi par Emile Tersen, 1962 (porte le no 33 mais paraît être le no 34), toile rouge, motif noir
34. ? Almanach de la Révolution française, Jean Massin, 14 juillet 1963, format allongé
35. ? Almanach du Premier Empire, Jean Massin, 2 mars 1965, format allongé
36. ? La Vie de Rancé par Chateaubriand, 1969
37. ? Karl Marx, Friederich Engels : essai biographique par Jean Bruhat, 1970. Porte un numéro 23 problématique car l'édition originale serait de 1960.